# UFC Fight Night: Henderson vs. Thatch
UFC Fight Night: Henderson vs. Thatch è stato un evento di arti marziali miste tenuto dalla Ultimate Fighting Championship svolto il 14 febbraio 2015 al 1stBank Center di Broomfield, Stati Uniti.

## Retroscena
Questo fu il terzo evento organizzato dalla UFC a Broomfield.
L'incontro dei pesi welter tra Matt Brown e Tarec Saffiedine, organizzato per questo evento, saltò a causa di un infortunio subito da Saffiedine durante l'allenamento. Il 13 gennaio, Brown venne rimosso dalla card per essere inserito nel match contro l'ex campione dei pesi welter UFC Johny Hendricks, all'evento UFC 185. Successivamente, il match principale della card tra Stephen Thompson e Brandon Thatch venne cancellato a causa di un infortunio alle costole subito da Thompson; al suo posto venne inserito l'ex campione dei pesi leggeri UFC Benson Henderson.
Jake Lindsey doveva affrontare James Moontasri. Tuttavia, il 26 gennaio, Lindsey venne rimosso dalla card a causa di un infortunio, per poi essere sostituito dal nuovo arrivato Cody Pfister.
Thiago Tavares doveva vedersela con Nik Lentz, ma proprio Tavares si infortunò e venne rimpiazzato dopo solo cinque giorni dal debuttante Levan Makashvili. Successivamente Lentz presentò alcuni sintomi influenzali e l'intero incontro venne cancellato.
Sia Patrick Walsh e James Moontasri superarono il limite di peso delle loro categorie, pesando rispettivamente 86.9 Kg e 71.7 Kg. Entrambi vennero penalizzati con la detrazione del 20% del loro stipendio.

## Risultati
|                  | Divisione             |                  |                 |                 | Metodo                                  | Round           | Tempo           | Premio          |
| Card Principale  | Card Principale       | Card Principale  | Card Principale | Card Principale | Card Principale                         | Card Principale | Card Principale | Card Principale |
| ---------------- | --------------------- | ---------------- | --------------- | --------------- | --------------------------------------- | --------------- | --------------- | --------------- |
|                  | Pesi Welter           | Benson Henderson | batte           | Brandon Thatch  | Sottomissione (rear-naked choke)        | 4               | 3:58            | FOTN            |
|                  | Pesi Piuma            | Max Holloway     | batte           | Cole Miller     | Decisione unanime (29-28, 29-28, 30-27) | 3               | 5:00            |                 |
|                  | Pesi Welter           | Neil Magny       | batte           | Kiichi Kunimoto | Sottomissione (rear-naked choke)        | 3               | 1:22            | POTN            |
|                  | Catchweight (86.9 Kg) | Dan Kelly        | batte           | Patrick Walsh   | Decisione unanime (29-28, 29-28, 30-27) | 3               | 5:00            |                 |
|                  | Pesi Leggeri          | Kevin Lee        | batte           | Michel Prazeres | Decisione unanime (30-27, 29-28, 30-27) | 3               | 5:00            |                 |
|                  | Pesi Mosca            | Ray Borg         | batte           | Chris Kelades   | Sottomissione (kimura)                  | 3               | 2:56            | POTN            |
| Card Preliminare |                       |                  |                 |                 |                                         |                 |                 |                 |
|                  | Pesi Leggeri          | Efrain Escudero  | batte           | Rodrigo de Lima | Decisione unanime (30-27, 30-27, 30-27) | 3               | 5:00            |                 |
|                  | Pesi Piuma            | Chas Skelly      | batte           | Jim Alers       | KO Tecnico (pugni e ginocchiata)        | 2               | 4:59            |                 |
|                  | Pesi Mosca            | Zach Makovsky    | batte           | Tim Elliott     | Decisione unanime (29-28, 29-28, 29-28) | 3               | 5:00            |                 |
|                  | Catchweight (71.7 Kg) | James Moontasri  | batte           | Cody Pfister    | Sottomissione (rear-naked choke)        | 2               | 1:49            |                 |

## Premi
I lottatori premiati ricevettero un bonus di 50.000 dollari.
Legenda:
- FOTN: Fight of the Night (vengono premiati entrambi gli atleti per il miglior incontro dell'evento)
- POTN: Performance of the Night (viene premiato il vincitore per la migliore performance dell'evento)

## Incontri Annullati
|  | Divisione    |                  |        |                  | Motivo                        |
|  | ------------ | ---------------- | ------ | ---------------- | ----------------------------- |
|  | Pesi Welter  | Matt Brown       | contro | Tarec Saffiedine | Saffiedine subì un infortunio |
|  | Pesi Welter  | Stephen Thompson | contro | Brandon Thatch   | Stephen subì un infortunio    |
|  | Pesi Leggeri | Jake Lindsey     | contro | James Moontasri  | Lindsey subì un infortunio    |
|  | Pesi Piuma   | Thiago Tavares   | contro | Nik Lentz        | Tavares subì un infortunio    |
|  | Pesi Piuma   | Levan Makashvili | contro | Nik Lentz        | Lentz ebbe l'influenza        |